# Терме (приток Кызылырмака)
Терме (тур. Terme Çayı), также Карашейх (Karaşeyh) — река в Турции, в иле Чанкыры, левый приток Кызылырмака. Берёт исток у гор Деде (1373 м) и Сырыклы-Тепе (1426 м), близ деревни Юкары-Эмилер. Течёт на северо-восток. Южнее Шабанёзю принимает правый приток Шабанёзю (Şabanözü Çayı), который берёт начало у горы Таш-Яйла (1798 м), близ деревни Камыш. У Каратепе принимает правый приток Карабогаз (Karaboğaz Çayı), затем огибает с севера хребет Бозкыр-Сиртлары, течёт через деревню Карашейх, южнее Чанкыры принимает левый приток Аджичай, затем поворачивает на юго-восток. Впадает в Кызылырмак близ города Кызылырмак.